# ベルリン・シンドローム
『ベルリン・シンドローム』（Berlin Syndrome）は2017年のオーストラリアのスリラー映画。監督はケイト・ショートランド、主演はテリーサ・パーマーとマックス・リーメルトが務めた。本作はメラニー・ジューステンが2012年に上梓した小説『Berlin Syndrome』を原作としている。

## ストーリー
クレアはドイツを旅しているバックパッカーで、観光名所の写真を撮ったり買い物をしたりして楽しんでいた。ベルリンにやって来たクレアはアンディと名乗る男性と出会った。アンディは英語が堪能であった上に、話がとても面白かった。一気に親密になった2人はそのままベッドを共にした。翌朝、クレアが目を覚ますと部屋には鍵がかかっていた。「鍵を開けるのを忘れていただけだ」というアンディの言い分を信じたクレアは、もう一晩彼と一緒に過ごすことにした。しかし、それはアンディの罠であった。アンディはクレアの肩に「僕のもの」と書いた上に、彼女の携帯からSIMカードを抜き取って居場所が分からないようにしたのであった。クレアは窓を割って脱出しようとしたが、窓は二重窓になっていた。アンディが帰宅するや否や、クレアは「ここから出して欲しい」と懇願したが、彼は何が問題なのか分からなかった。それどころか、アンディはクレアに花束を渡してきた。激怒したクレアはアンディに殴りかかったが返り討ちに遭ってしまい、そのまま拘束されてしまった。
偶然出会った女性を監禁するという凶行に及びながら、アンディは英語教師及びスポーツのコーチとしての職分を平然とこなしていた。アンディはディナーの場で「オーストラリア出身のクレアさんと付き合い始めました」と父親（エーリッヒ）に報告したところ、彼は息子の本性を知らぬまま素直に喜んだ。その夜、アンディはクレアにシャワーを浴びる許可を出した。排水溝に長い髪が付着しているのを見たクレアは戦慄した。アンディに監禁された女性が他にもいると確信したためである。その後、アンディは「父に君のことを話したんだ」「君のお母さんに手紙を書くつもりだ」などとクレアに語り出した。クレアは罪の自覚がまるでないアンディに心底震え上がった。その後、ドライバーを発見したクレアはそれを利用して脱走したが、追いついたアンディに連れ戻されてしまった。アンディはクレアが逃げられないように指をへし折った。
ある夜、アンディの教え子であるフランカがアパートにやって来た。フランカはタオルをかぶったクレアの姿を目撃したが、アンディの「彼女は僕の恋人なんだ」という言い分を信じ込んでそのまま帰ってしまった。アンディは家の外では好青年として振る舞っていたが、帰宅すると奇行を連発した。アンディはクレアの写真を何枚も撮ったり、彼女の髪を適当に切ったりするなどした。
長期にわたる監禁の末に、クレアはアンディに対して奇妙な同情心を抱くに至った。これはストックホルム症候群を同情心と解釈した表現であった。

## キャスト
- クレア: テリーサ・パーマー
- アンディ・ヴァーナー: マックス・リーメルト - 英語教師。
- エーリッヒ: マティアス・ハビッヒ - アンディの父親。教師。
- フランカ・ヒュンメルズ: エマ・バディング（ドイツ語版） - アンディの生徒。
- ヤナ: エルミア・バーラミ（ドイツ語版） - アンディの同僚。
- ペーター: クリストフ・フランケン（ドイツ語版）
- シルク: ララ・マリー・ミューラー
- ベニー: ヴィクトール・バッシュマコフ
- マーシャ: マーシャ・ウォルフ
- ヤコブ: マティアス・ラッセル
- エロディ・ザディカン: ルーシー・アロン（ドイツ語版）

## 製作
2015年5月、テリーサ・パーマーとマックス・リーメルトがキャスト入りしたと報じられた。9月、本作の主要撮影がベルリンで始まった。撮影に先立って、パーマーとリーメルトは2週間の間、小さなアパートで共同生活を行うことで役作りに励んだ。11月、ベルリンでのロケを終えたクルーはメルボルンに移って撮影を続けた。

## 公開
2017年1月13日、ネットフリックスが本作の全米配信権を、ヴァーティカル・エンターテインメントが本作の全米配給権を購入したと報じられた。20日、本作はサンダンス映画祭でプレミアを迎えた。

## 評価
本作は批評家から好意的に評価されている。映画批評集積サイトのRotten Tomatoesには80件のレビューがあり、批評家支持率は73%、平均点は10点満点で6.3点となっている。サイト側による批評家の見解の要約は「非常に出来が良い脚本のお陰で、『ベルリン・シンドローム』はスリラー映画ファンに妄執による恐怖を体験せしめており、手堅い演出とパーマーの真に迫った演技によって作品に生命が吹き込まれている。」となっている。また、Metacriticには17件のレビューがあり、加重平均値は70/100となっている。